# Nothophila fuscana
Nothophila fuscana är en tvåvingeart som beskrevs av Edwards 1922. Nothophila fuscana ingår i släktet Nothophila och familjen småharkrankar. Inga underarter finns listade i Catalogue of Life.